# 嚳

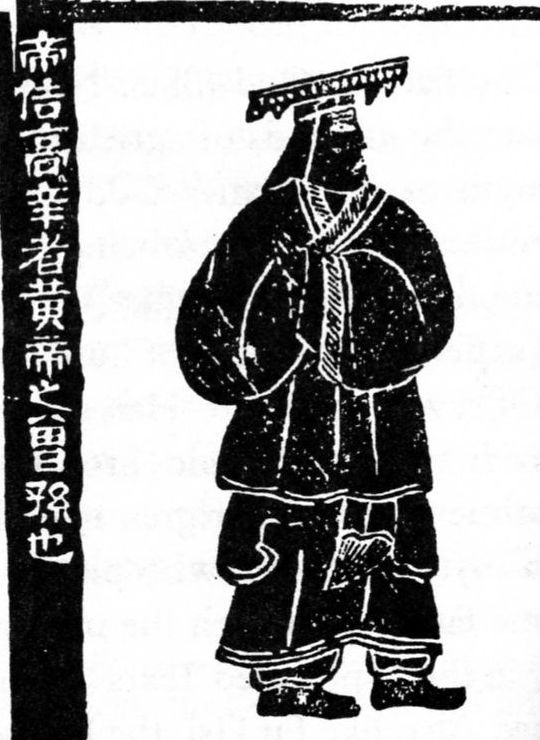
嚳

嚳（こく）は、上古中国神話上の帝王。帝夋、帝舜、夔と同一人物とされる。辛に封じられ、高辛氏と称したと言われている。五帝の一人で、顓頊（せんぎょく）の後を継いで、帝位に就いた。摯・堯・后稷・契の父。
『史記』「五帝本紀』によれば、嚳の父は蟜極である。蟜極の父は、黄帝の子の玄囂（少昊）であり、嚳は黄帝の曾孫となる。また、嚳が生まれながらにして自分の名を言うことができ、聡明であったという。また嚳の徳の高さと世がよく治まった様子を様々な言葉で称えられている。娵訾氏の娘の常宜をめとって子に摯をもうけ、陳鋒氏の娘の慶都をめとって放勲（堯）をもうけた。彼らは嚳の死後に順に立って帝になった。
『三国史記』高句麗本紀第六や『三国史記』百済本紀第六によると、高句麗王たちは、中国黄帝の孫である高陽氏、中国黄帝の曾孫である高辛氏の子孫を称していた。